# Júliusi áldozatok
Júliusi áldozatoknak (horvátul: srpanjske žrtve) nevezi a horvát történetírás az 1845. július 29-én a zágrábi Szent Márk téren és a Gospodska (ma Ćirilometodska) utcában történt, a császári hadsereg által végrehajtott vérengzés áldozatait.

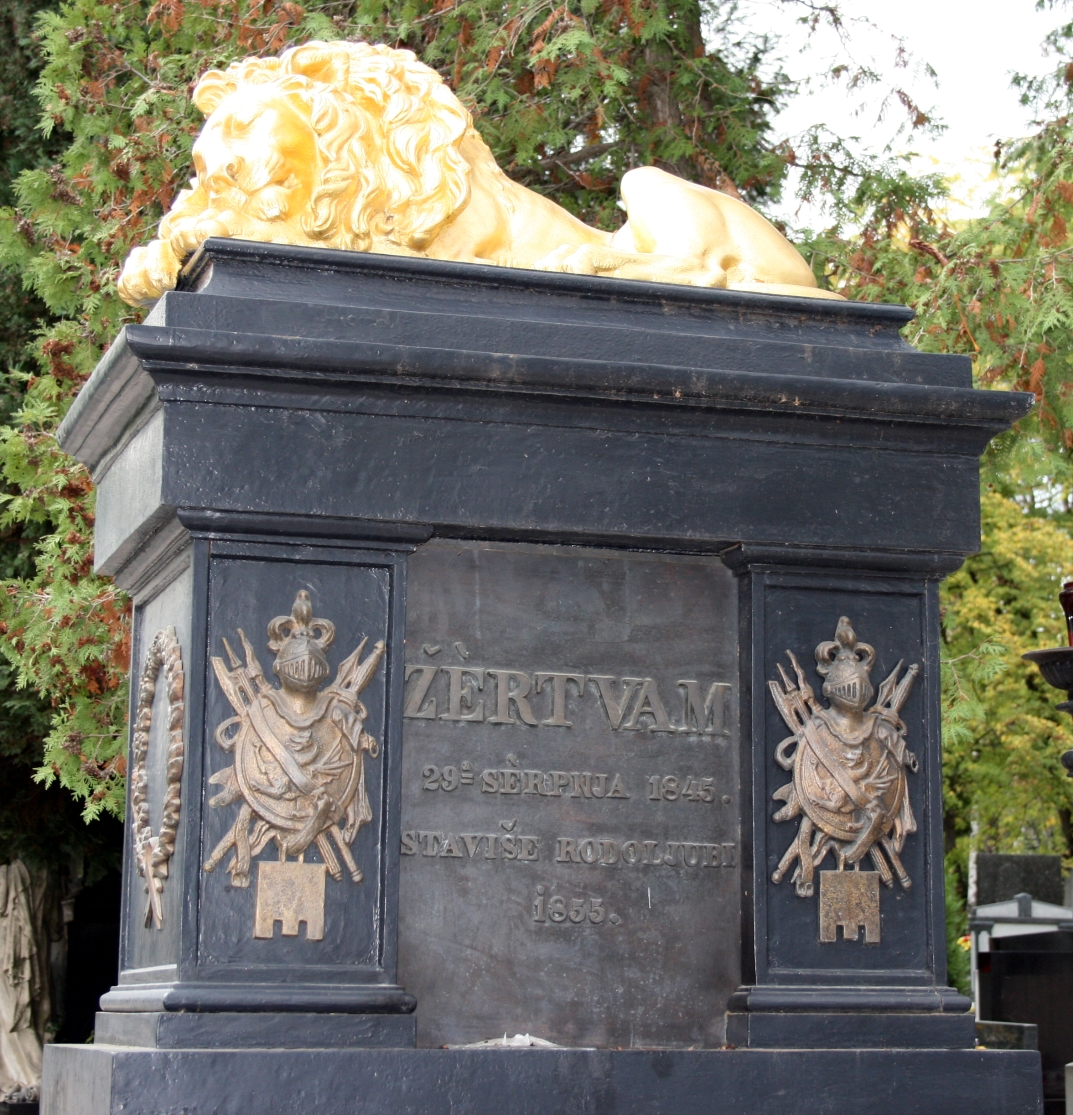
A júliusi áldozatok emlékműve a Mirogoj temetőben

## Előzmények
1805-ben a pozsonyi országgyűlés határozatával a magyar nyelv hivatalos nyelvvé, 1827-től pedig kötelező tantárgyává vált. Ilyen körülmények között döntött a horvát parlament a magyar nyelv fakultatív tantárgyként való bevezetéséről a horvát iskolákban, ami az egyre nyilvánvalóbb magyarosítás kezdetét jelentette. A horvát értelmiségiek egy csoportja ellenezte a magyarosítást és küzdött a horvát nyelv megőrzéséért. Ezt szolgálta Ljudevit Gaj 1835-ben megjelent újságja, a Novine horvatske, amelyben felvázolták a nemzeti identitásért folytatott küzdelem programját, amelyet illír mozgalomnak neveztek el. A horvát nemesség egy része azonban érdekei megőrzése érdekében elutasította az illír (majd a délszláv) eszmét, és 1841 első felében elszakadt a horvát nemesség többi részétől. Kivonult az 1838-ban alapított Illír olvasókörből és a Széchenyi István által 1826-ban alapított Nemzeti Casinó mintájára megalapította a zágrábi Kaszinót azzal a feladattal, hogy egy egyesületbe tömörülve segítse a magyar nyelv és más magyar jellegzetességek terjesztését. Ugyanebben az évben harcot indított a horvát nemzeti ébredési mozgalom legújabb vívmányai ellen. Így Horvátországban és Szlavóniában megalakult a Horvát-Magyar Párt (Horvatsko-vugerska stranka) melynek híveit a közismert nevükön „magyarónok”nak nevezték el. Az illírek erre reagálva megalapították az Illír Néppártot, amelyet az illír név 1843-as betiltása után csak Néppártnak hívtak. Ugyanebben az időben Magyarországon az országgyűlés felsőházát uraló konzervatívok és az alsóházat uraló liberálisok között folyt a küzdelem. A konzervatívok megengedőbben viszonyultak a horvát követelésekhez, míg a liberálisok keményen ellenezték azokat. Így a narodnyikok (néppártiak) a magyar konzervatívokkal, a magyarónok pedig a magyar liberálisokkal működtek együtt. Így a horvátországi magyarónok is néha liberálisnak nevezték magukat, annak ellenére, hogy a kaj-horvát eszméktől és kiváltságoktól való elzárkózás konzervatív politikáját hirdették. A horvát-magyar párt tagjai támogatóikat a túrmezei kisnemességben találták meg, akik féltek a centralizált osztrák kormánytól és a nemesség adóztatásától, ami az illír tartományok tapasztalataira épült. A megye helyreállításának következményeként a magyarónok a túrmezei kisnemeseket maguk mellé állítva, megszerezték a többséget a megyegyűlésben. 1845. július 28-án a vármegye tisztújításán a magyarpártiak győztek.

## A vérengzés
A Zágráb megyei tisztújításon a két kibékíthetetlen fél a legnagyobb keménységgel esett egymásnak. Az alispán választás a pártok folyamatos összetűzése közepette 28-án este 7 órára ért véget. A túrmezei bocskoros nemesség szavazataival végül a Horvát–Magyar Párt aratott győzelmet. Az eredmény 1289:974 szavazatarány volt a magyarbarát Zsuvics József (Josip Zuvić) javára ellenfelével Lentulaj Benedekkel (Benko Lentulaj) szemben. Így – később a horvát-magyar kiegyezésben oroszlánrészt vállaló – Zsuvics József lett Zágráb megye alispánja. Haller Ferenc bán sápadtan és remegve jött a közgyűlésre, hogy kihirdesse a választás eredményét. Az ellenpárt egyfelől mennydörgő vivátozás, másfelől nagy fenyegetőzések közepette tódult ki a bánház hátsó ajtaján, ahol akkor még nem volt katonaság. A kőkapun kiérve a hosszú utcán hazafias dalokkal és árulást kiabálva ingerelték a bán ott álló híveit. Távozásukkor a Szent Márk térről (mely akkoriban Zágráb fő tere volt) a magyarbarát Ferich Tádé (Tadija Ferić) házából (vélhetően az ünneplés miatt) egy lövés dördült el. A fiatal gróf Erdődy György (Gjuro), a Néppárt lelkes híve szerette volna ha narodnyikok, nyomban megrohamozzák a házat, de az ajtó kemény volt és be volt zárva, és a feldühödött emberek csak az ablakokat törték be a házon. A hadsereg ezután parancsot kapott a bántól, hogy zárják le az összes Szent Márk térről kivezető utcát, és valóban egy pillanat alatt le is zárták az összes kijáratot, ami természetesen iszonyatos zűrzavart keltett a szűk térre beszorultak között. Hangosan követelték a parancsnoktól, hogy keresse meg a Ferich-házból lövöldözőt, de az nem tett semmit. Ez még jobban feldühítette a tiltakozókat. A katonák azonban nyugodtan álltak és azokat, akik haza akartak menni szuronyokkal tartották vissza, sőt egy tüntetőt meg is sebesítettek, aki vérében feküdt a Gospodska utcában. Megsebesítettek egy a helyi parancsnokságból való horvát hadnagyot is,
amikor át akart törni a hadseregen. Ugyanabban a pillanatban a másik fél vezére Erdődy János gróf is megérkezett, aki szintén nem tudott hazamenni semerre, és alig jutott be a városházára, ahova be is zárta a katonaság.
A kőajtó felé vezető átjárón összetűzés alakult ki néhány átmenő és a katonaság között. A heves fiatal hazafi Bogovich Imre (Mirko Bogović) rántott először szablyát és nekiment annak a tisztnek, aki elállta az útját. Látva, hogy a tisztek közül az egyiket szablyával megsebesítették, a közkatonák azonnal lövöldözni kezdtek, és megsebesítették Bogovichot. Aztán a jobb oldalon
egy Solar nevű fiatal vasmunkás sebesült meg a jobb kezén. Borzalmasabb sors jutott Ivan Celinićnek, egy reményekkel teli fiatal ügyvédnek, majd a nemesek közül sebesült meg halálosan Ivan Koščec, Franjo Valenteković, Alex Kovačić, valamint Pavle Turz és a polgárok közül Janko Fikić, Pavle Popila, Franjo Reške és Pavle Šutej kapott halálos sebet a téren és a közeli utcákban. Az áldozatok között volt Dragutin Steidaher, egy virágkorában lévő fiatalember, akit a szíve közepébe kapott sebet és Ljudevit Bonfiko helyi polgár, mindketten a Kuševića-ház közelében; Ivan Seljan jogász és lelkes folklórista a Chernolatač-háza ajtaja előtt esett el, egyenesen hasba lőtték, és szörnyű kínokat szenvedett el. Végül ugyanitt megsebesült meg Ilija Gvozdanović, a görögkatolikus papok szemináriumának növendéke is, aki hosszas szenvedés után halt bele sebeibe. Mindez a szerencsétlenség néhány pillanat alatt ment végbe. Amikor a hadsereg a téren ismét rendezte sorait, körülötte a kövezeten vérbe borult áldozatok feküdtek. A házak ablakai kilőve, a falakon golyónyomok látszottak. Haller bán és több nemes megkövülten állt az ablakoknál az események láttán. A néppárti polgárok és a hadsereg közötti összecsapásban összesen 13-an haltak meg, 27-en pedig megsebesültek.

## Utóhatások
Az események hatására hatalmas düh uralkodott el nem csak Zágrábban, hanem az egész országban. A néppárti nemesek azonnal meg akarták rohamozni Banski dvort és a Kaszinót, de a vezetők figyelmeztették őket a veszélyekre. Haller bán annyira megijedt, hogy azonnal Zágrábba hívta a kőrösi határőrezred zászlóalját, akiknek gyorsított menetben, szekereken kellett menniük Belovárból Zágrábba, hogy megóvják a bánt a feldühödött néptől. A szörnyű este után másnap a Markovo utcán és a városháza előtt zágrábiak gyűltek össze, követelve a bántól a magyarpárti fél nemeseinek elfogását és Zágrábból való azonnali eltávolítását, egyúttal bizottságot is küldtek Bécsbe, hogy panaszt tegyenek a királynak a bán és a bűnös wimpfeni ezred jogellenes magatartása miatt, és azt kérték, hogy az ezred azonnal hagyja el Zágrábot. Az elhunyt állampolgárok temetése az osztrák politika elleni horvátországi tömegtüntetéssé fajult. A júliusi áldozatok idővel a horvátok szenvedésének és mártíromságának egyik szimbólumává váltak a nemzeti és politikai függetlenségért folytatott harcukban.